# Deuxième guerre du Congo
 (octobre 2023).
 (août 2016).
Batailles
- Opération Kitona
- Guerre des six jours (Kisangani)
- Bataille de Pweto
- Massacre de Kisangani
- Effacer le tableau
- Conflit d'Ituri
  - Opération Artémis

La deuxième guerre du Congo,  également connue sous le nom de grande guerre africaine,  première guerre mondiale africaine, ou encore   deuxième guerre de libération nationale, est un conflit armé qui se déroule sur le territoire de la république démocratique du Congo (RDC) de 1998 à 2002, avec une fin formelle le 30 juin 2003. Cette guerre implique neuf pays africains, et une trentaine de groupes armés, ce qui en fait la plus grande guerre entre États dans l'histoire de l'Afrique contemporaine.
La deuxième guerre du Congo s'inscrit dans un contexte historique marqué par des tensions ethniques et géopolitiques complexes. Elle fait suite à la première guerre du Congo, elle-même déclenchée par le génocide des Tutsi au Rwanda en 1994, qui a entraîné un afflux massif de réfugiés hutus vers l'est du Zaïre, aujourd'hui la RDC. Ces tensions ont été exacerbées par la présence des forces génocidaires dans les camps, qui les ont utilisé comme bases pour organiser des attaques contre le Rwanda et son nouveau gouvernement.
La guerre a également été influencée par des intérêts régionaux et internationaux, avec plusieurs pays africains impliqués directement ou indirectement. Le Rwanda et l'Ouganda, par exemple, ont joué un rôle clé en soutenant divers groupes rebelles dans l'est de la RDC, tandis que d'autres nations comme l'Angola, le Zimbabwe et la Namibie ont soutenus le gouvernement congolais. Ces interventions étaient souvent motivées par des considérations stratégiques et économiques, notamment le contrôle des ressources naturelles abondantes de la RDC, telles que les minerais et les diamants.
Le conflit a engendré de nombreux massacres et violations des droits de l'homme et entraîné, selon les sources, la mort de 183 000 personnes selon des démographes européens à environ 4 à 4,5 millions de personnes principalement de famine et de maladies selon un rapport de l'International Rescue Committee. Des millions d'autres ont été déplacées de leurs terres ou ont trouvé refuge dans les pays voisins.
Malgré les accords de paix qui ont officiellement mis fin à la guerre en 2003, les tensions et les violences persistent dans l'est de la RDC, où divers groupes armés continuent de se battre pour le contrôle des ressources et du territoire.

## Contexte et origines de la guerre

### Première guerre du Congo
Le conflit en république démocratique du Congo trouve ses origines dans les suites du  génocide des Tutsis au Rwanda de 1994 est des événements au Burundi, qui ont conduit des centaines de milliers de personnes d'origine ethnique Hutu à fuir vers l'est du Zaïre, aujourd’hui la république démocratique du Congo.
Parmi les réfugiés se trouve aussi les principaux acteurs du génocide : le gouvernement, les anciennes Forces armées rwandaises (ex-FAR) et les milices interahamwe. Cet afflux de personnes déstabilise la région, déjà marquée par des tensions politico-ethniques,,. Les Hutus deviennent majoritaires dans le Nord-Kivu, entraînant des conflits entre groupes ethniques. Le gouvernement zaïrois, confronté à une crise majeure, tente d'exploiter la situation pour améliorer son image internationale. Il offre une protection aux anciens responsables et militaires rwandais. Parallèlement, les réfugiés rwandais, ainsi que les forces armées et les milices Hutu, jouissent d'une impunité complète.
Fin 1995, des affrontements violents éclatent, ciblant notamment les Tutsis congolais, ce qui provoque l'exode de milliers d'entre eux vers le Rwanda,.
En 1996, face aux menaces des forces génocidaires qui utilisent les camps de réfugiés au Zaïre comme bases arrières pour organiser des attaques au Rwanda, et à l'incapacité du gouvernement zaïrois et de la communauté internationale à régler la question de leur présence dans les camps,  l'Armée patriotique rwandaise (APR), la branche armée du Front patriotique rwandais (FPR), la rébellion Tutsi de Paul Kagame qui a renversé le régime génocidaire, commençe à armer les Banyamulenge de l'est du Zaïre, et lancent des incursions militaires dans la région. Cela marque le début de la première guerre du Congo, où l'APR et l'Alliance des forces démocratiques pour la libération du Congo (AFDL), une rébellion banyamulenge avec à sa tête Laurent-Désiré Kabila, mais en réalité orchestrée et dirigée par le Rwanda, vont détruire les camps de réfugiés, et massacrer indistinctement des milliers de Hutus,,. Cette coalition, soutenue par l'Ouganda, le Burundi et l'Angola, renverse en quelques mois le président du Zaïre, Mobutu Sese Seko, tandis que Kabila se proclame président et renomme le pays république démocratique du Congo (RDC).

#### Raisons du conflit
Deux explications principales, non exclusives l'une de l'autre, sont avancées à pour expliquer la présence militaire rwandaise dans l’est du Zaïre et l’implication du Rwanda dans le conflit aux côtés de l’Ouganda.
Selon le gouvernement rwandais, les camps de réfugiés hutus établis après le génocide tombèrent sous le contrôle des milices hutues Interahamwe, qui comprenait des génocidaires. Ces milices, soutenues par des membres hutus de l’ancienne armée rwandaise auraient planifié de reprendre le pouvoir par la force[à vérifier].
Selon d'autres acteurs, la présence de troupes rwandaises en RDC était motivée par le projet de piller les ressources minières dans la région. Ceci est confirmé par un rapport de l'ONU demandé par le Conseil de sécurité qui indique, à partir des interviews menées par le groupe d'experts, que l'armée rwandaise est restée essentiellement pour se procurer des biens. Le rapport décrit également la stratégie des groupes armés présents dans la zone pour piller les ressources du sous-sol à leur profit, dans un contexte de massacres et de viols.[à vérifier]

### Changement d'alliance
Quand Laurent-Désiré Kabila prend le contrôle de la capitale en mai 1997, il doit faire face à de nombreux obstacles pour gouverner le pays qu'il renomma « République démocratique du Congo » (RDC). En coulisse, de nombreux groupes tentaient d'accaparer des parcelles de pouvoir, notamment les débiteurs étrangers, désireux de garder leur influence. Par ailleurs, la présence ostensible des Rwandais dans la capitale irrita les Congolais, qui commençaient à voir Kabila comme le jouet de puissances étrangères.[réf. nécessaire]
Les tensions entre le nouveau pouvoir et le Rwanda atteignent leur paroxysme le 14 juillet 1998, quand Kabila limoge son chef de cabinet rwandais, James Kabarebe, et le remplace par un Congolais. Il semble que Kabila sentit avoir suffisamment assuré son assise congolaise, pour mettre quelque distance avec les nations qui lui avaient permis d'accéder au pouvoir.
Deux semaines plus tard, Kabila abandonna ces démarches diplomatiques. Il remercia le Rwanda pour son aide, et demanda le retrait du pays des forces militaires rwandaises et ougandaises. Les conseillers militaires rwandais furent évacués de Kinshasa en 24 heures sans ménagement. À Kinshasa, après une campagne médiatique anti-Tutsis mise en place par les autorités, des centaines de Tutsis furent lynchés.[à vérifier]
Les personnes les plus inquiètes de cette décision étaient les Banyamulenge du Congo oriental. Ils étaient également utilisés par le Rwanda pour influer sur la politique orientale de la RDC.[réf. nécessaire] La tension persistante avec leurs voisins hutus avait été l'un des facteurs déclenchant de la Première guerre du Congo et sera une nouvelle fois à l'origine de ce conflit.

## Factions dans le conflit du Congo
Les nombreux groupes armés peuvent être rangés en quatre composantes principales. À cause de la nature ouverte de cette guerre, ces catégorisations sont sujettes à caution, les alliances ou les scissions ayant été nombreuses, les intérêts contradictoires et évoluant. D'autre part les catégories "Hutu" et " Tutsi" sont des facilités de catégorisations ethnistes issues de la colonisation, largement utilisées dans les médias et par les propagandes politiques.

### Forces tutsi
Elles incluent les armées nationales des gouvernements dominés par les Tutsis au Rwanda et au Burundi, les milices créées par les populations tutsies banyamulenge de RDC et les forces du Rassemblement congolais pour la Démocratie basées à Goma, proches des Banyamulenge. Ces groupes tutsis sont essentiellement actifs au Nord et au Sud-Kivu, et en d'autres territoires centraux en direction de Kinshasa. Leurs buts sont de garantir la sécurité nationale du Rwanda et du Burundi (le Congo-Kinshasa refusant d'arrêter les anciens génocidaires hutus réfugiés sur son territoire), de protéger les Tutsis présents en République démocratique du Congo (RDC), de limiter l'influence grandissante de l'Ouganda dans la région, et enfin de faire mainmise sur les ressources naturelles du territoire de la RDC.

### Forces hutues
Elles incluent les Hutus rwandais responsables du génocide de 1994, les rebelles burundais cherchant à renverser leur gouvernement, les Hutus congolais et les milices Mai-Mai associées. Le principal groupe hutu est celui des Forces démocratiques de libération du Rwanda (FDLR), opérant dans le Kivu.[à vérifier]Ses objectifs sont d'expulser les forces tutsies étrangères et les Banyamulenge, et de renverser les gouvernements tutsis au pouvoir au Rwanda et au Burundi. Par ailleurs, le contrôle des ressources naturelles est ici aussi déterminant.

### Forces alignées sur l'Ouganda
Elles incluent l'armée ougandaise et différents groupes rebelles soutenus par l'Ouganda, tels le Mouvement de libération du Congo (MLC), qui contrôle essentiellement le nord de la république démocratique du Congo. Elles souhaitent sécuriser les frontières de l'Ouganda, empêcher l'émergence d'un état congolais fort, limiter l'influence du Rwanda dans la région, et bénéficier elles aussi des ressources naturelles congolaises.

### Forces alignées sur Kinshasa
Elles incluent l'Armée nationale congolaise, différents groupes nationalistes Mai-Mai, et des nations alliées telles le Zimbabwe, l'Angola, le Tchad et la Namibie. Ils contrôlent l'ouest et le sud de la république démocratique du Congo. Leur but premier est la restauration de l'unité nationale, avec un contrôle sur les territoires et frontières, et la maîtrise des ressources naturelles.
La violence « ethnique » entre forces hutues et tutsies a été régulièrement au centre du conflit, avec une peur mutuelle d'élimination de son groupe. Les forces hutues et le gouvernement de Kinshasa ont établi des relations d'alliance et de proximité, leur intérêt commun étant l'expulsion des armées régulières et des groupes associés de l'Ouganda et du Rwanda. Alors que les forces de l'Ouganda et du Rwanda travaillaient ensemble pour la conquête de territoires aux dépens de Kinshasa, la compétition pour les ressources naturelles créa une fissure dans leur coalition. L'Ouganda permettrait à Kinshasa d'envoyer des armes au FDLR hutu via le territoire tenu par les alliés de l'Ouganda et l'Ouganda lui-même, les Hutus et le gouvernement de Kinshasa cherchant tous, à des degrés divers, à contrôler l'influence du Rwanda et de ses alliés.

## Nature du conflit
Cette guerre n'a pas été une guerre de grandes batailles et de lignes de fronts clairement définies. Si de nombreuses troupes régulières et entraînées ont été impliquées, les dirigeants de ces nations ont été réticents à impliquer leurs propres troupes en des combats ouverts. Les équipements et l'entraînement de ces armées nationales représentant un investissement important pour des États pauvres. La vaste zone du Congo fragmenta les groupes armés, et dès lors les unités régulières ont essentiellement été stationnées autour de points stratégiques, tels les ports et aéroports, les routes importantes, plutôt qu'en des zones de combat.
Ainsi, la guerre a essentiellement été le fait de groupes militaires peu organisés. Ces troupes peu entraînées et peu disciplinées ont été à l'origine de fréquents crimes de guerre. La paix est d'autant plus difficile à établir que ces milices continuent leurs exactions, en dépit des cessez-le-feu décrétés par leurs supérieurs.
L'essentiel du conflit s'est focalisé sur le contrôle des ressources naturelles du Congo. Les États des Grands Lacs ont payé leurs dépenses militaires en exploitant les minéraux, diamants et bois rares du Congo oriental. Les forces d'occupation ont levé d'importantes taxes sur la population et l'économie locale, et réquisitionné les stocks de vivres de la région.
Une compétition pour le contrôle des ressources entre les forces anti-Kabila est aussi apparue dans le conflit. En 1999, les troupes ougandaises et rwandaises s'affrontèrent dans la ville de Kisangani. Le RCD se scinda en deux factions, affaiblissant la coalition anti-Kabila et limitant désormais ses opérations à la partie orientale de la RDC.

## Déroulement de la guerre
L'offensive rebelle initiale menaça le gouvernement Kabila pendant quelques semaines, qui ne fut sauvé que par l'intervention rapide de plusieurs autres États africains. Un moment, il sembla que l'on se dirigeait vers une guerre conventionnelle ouverte entre plusieurs nations sur le territoire de la RDC. Une telle issue fut évitée au moment où la ligne de front se stabilisa en 1999. Dès lors, le conflit fut le fait de forces militaires irrégulières, avec peu de modifications dans les territoires tenus par les uns et les autres.

### Attaque des rebelles sur Kinshasa
Le 2 août 1998, quatorze mois après la fin de la première guerre du Congo, des soldats tutsis déclenchent un rébellion dans les villes de Goma dans le Nord-Kivu, et Bukavu dans le Sud-Kivu,,, dans le but de renverser le Président Laurent Désiré Kabila. Composé principalement de Banyamulenge  cette mutinerie devient dans les jours qui suivent un groupe armé et organisé, le Rassemblement congolais pour la démocratie (RCD), et soutenu par le Rwanda et l'Ouganda, dont les troupes militaires ont été congédiés du pays par Laurent Kabila le 27 juillet 1998. 
Dans les semaines qui suivent le RCD parvient à dominer les principales villes du Kivu, dont Goma, Bukavu et Uvira, ainsi que la province orientale, et le Nord-Kantaga
Le gouvernement rwandais, constitué de Tutsis et allié avec l'Ouganda, et avec la bienveillance du Burundi, occupa une portion du nord-est du Congo. Pour contrer ces nouveaux occupants, le président Kabila en appela à l'aide des Hutus militant dans le Congo oriental et commença à monter les populations contre les Tutsis, ce qui occasionna de nombreux lynchages dans les rues de Kinshasa, le plus souvent par supplice du pneu. Le 12 août, un major loyal au gouvernement de Kinshasa lança un appel à la résistance sur une radio de Bunia.
Le gouvernement rwandais réclama par ailleurs une part significative de l'est du Congo, considérée comme « historiquement rwandais »[réf. nécessaire]. Les Rwandais prétendirent également que Kabila planifiait un génocide contre les Tutsis dans la région du Kivu. Des doutes subsistent quant à la réalité de cette menace contre les Banyamulenge, et à son utilisation par l'armée rwandaise comme prétexte à des aspirations territoriales. En un mouvement de contournement, les rebelles du RCD s'emparèrent d'un avion de ligne et atterrirent à la base gouvernementale sur la base de Kitona sur la côte Atlantique, où ils furent rejoints par des troupes gouvernementales mutinées. Plusieurs villes de l'est et aux alentours de Kitona tombèrent sous les coups du RCD, de l'Ouganda et du Rwanda. Les efforts de conciliation diplomatiques sont restés vains. Le 13 août, les rebelles avaient pris possession du complexe hydro-électrique d'Inga qui alimentait en électricité Kinshasa et le port de Matadi, et qui était à l'origine de l'essentiel de l'approvisionnement de la capitale en nourriture et hydrocarbures. Le centre diamantaire de Kisangani tomba aux mains de rebelles le 23 août et les forces en provenance de l'est commencèrent à menacer Kinshasa dès la fin août. L'Ouganda, qui s'abstenait de soutenir le RCD avec le Rwanda, créa également un groupe rebelle qu'il aida exclusivement, le Mouvement de Libération du Congo (MLC).
Malgré le déplacement des lignes de front, les combats continuèrent à travers le pays. Même quand les forces rebelles progressaient vers Kinshasa, les forces gouvernementales continuèrent à se battre pour le contrôle des villes de l'est du pays. Les militants hutus avec qui Kabila nouait des alliances étaient toujours des forces d'importance dans l'est du pays.

### Kabila gagne des alliés régionaux
L'offensive rebelle interrompit les efforts de Kabila qui commençaient à porter leurs fruits. Les premiers à répondre furent les membres de la Southern African Development Community (SADC). Bien qu'officiellement les membres de la SADC soient liés par un traité de défense mutuelle contre une agression extérieure, plusieurs d'entre eux prirent une position neutre dans le conflit. Cependant, la Namibie, le Zimbabwe et l'Angola apportèrent rapidement leur soutien au gouvernement Kabila après une rencontre dans la capitale du Zimbabwe, Harare, le 19 août.
Les motivations de ces pays étaient variables :
- Angola : pris dans une guerre civile de 25 ans contre les rebelles de l'UNITA, l'Angola désirait éliminer les bases UNITA du sud Congo, qui approvisionnaient la rébellion en échange de diamants angolais. C'est pour la même raison que l'Angola participa brièvement à la première guerre du Congo pour évincer Mobutu du pouvoir. Le gouvernement angolais ne pensait pas qu'un nouveau président serait préférable à Kabila et craignait que l'instabilité au Congo ne profite à l'UNITA ;

- Zimbabwe : le président Robert Mugabe était le plus ardent soutien de secours à Kabila, car il était intéressé par les richesses naturelles du Congo et souhaitait accroître son prestige et son influence en Afrique. Kabila et Mugabe avaient signé un contrat d'une valeur de 200 millions de dollars, concernant des entreprises détenues par Mugabe et sa famille. Divers contrats d'exploitation minière furent négociés en 1998 avec des compagnies sous contrôle de la famille Mugabe. Mugabe fut aussi considéré comme étant envoyé par le président Nelson Mandela, comme ambassadeur des intérêts de d'Afrique du Sud. La guerre était aussi une occasion d'être confronté à un autre président africain, Yoweri Museveni de l'Ouganda ;

- Namibie : le président Sam Nujoma avait des intérêts au Congo similaires à ceux de Mugabe, avec des membres de sa famille actifs dans les mines congolaises. La Namibie elle-même n'avait que peu d'intérêts à défendre et l'intervention fut dénoncée par la population et les dirigeants de l'opposition.

Plusieurs autres nations se joignirent à Kabila dans ce conflit pour plusieurs raisons dans les semaines qui suivirent :
- Tchad : Kabila avait tout d'abord escompté un soutien de l'Afrique francophone, mais après le sommet de Libreville, au Gabon, le 24 septembre, seul le Tchad décida d'envoyer un millier d'hommes. Pour la France, qui encouragea cette opération, il s'agissait de regagner son influence en Afrique centrale, perdue depuis le génocide des Tutsis au Rwanda de 1994[26] ;

- Libye : le gouvernement de Mouammar Kadhafi fournit des avions pour transporter des troupes du Tchad. Kadhafi aurait vu une occasion de profits financiers, mais aussi une façon de briser la situation d'isolement international imposée par les États-Unis après la destruction en 1988 du vol Pan Am 103 au-dessus de Lockerbie, en Écosse ;

- Soudan : En septembre, des rapports non confirmés indiquèrent que des forces du gouvernement soudanais combattaient les rebelles dans la Province orientale, à proximité des frontières soudanaise et ougandaise. Cependant, le Soudan n'a pas établi de présence durable et significative en République démocratique du Congo[27].

Une guerre sur plusieurs fronts fut déclenchée. En septembre 1998, les forces zimbabwéennes furent envoyées à Kinshasa pour contrer les attaques rebelles menaçant les abords de la ville, les rebelles ayant fait parvenir des forces du sud par les frontières de l'Angola et de l'ouest par l'enclave de Cabinda. Cette intervention par plusieurs nations sauva le gouvernement de Kabila, qui repoussa loin de la capitale les lignes de front. Cependant, les forces rebelles ne furent pas défaites, et il y eut une confrontation directe avec les armées nationales d'Ouganda et du Rwanda.
En novembre 1998, un nouveau groupe soutenu par l'Ouganda, le Mouvement de libération du Congo fit son apparition dans le nord du pays. Le 6 novembre, le président Paul Kagame admit pour la première fois que des forces militaires du Rwanda aidaient les rebelles en RDC pour des raisons de sécurité, apparemment à la suite d'une demande de Nelson Mandela de faire progresser les pourparlers de paix. Le 18 janvier 1999, le Rwanda, l'Ouganda, l'Angola, la Namibie et le Zimbabwe décidèrent d'un cessez-le-feu au sommet de Windhoek, en Namibie, mais la République démocratique du Congo n'était pas invitée. Les combats continuèrent.
Hors d'Afrique, de nombreux états restèrent neutres et demandèrent l'arrêt des violences. Ces états étaient réticents à envoyer des troupes dans la région. De nombreuses compagnies minières et diamantaires occidentales, en particulier américaines, canadiennes, et israéliennes, soutenaient le gouvernement Kabila en échange d'accords commerciaux. Ces actions leur valurent de nombreuses critiques des groupes de défense des droits de l'Homme.

### Accord de paix de Lusaka

Territoires tenus par les différentes factions en juin 2003 : Gouvernement, MLC au nord, RCD à l'est.

Le 5 avril 1999, les tensions entre le RCD à propos de la domination des Banyamulenge atteignit son paroxysme quand le leader du RCD Ernest Wamba dia Wamba déplaça son centre de commandement de Goma à Kisangani, zone contrôlée par l'Ouganda. Un autre signe de rupture apparut quand le président Museveni de l'Ouganda et Kabila signèrent un cessez-le-feu le 18 avril à Syrte, en Libye, après une médiation du dirigeant libyen Mouammar Kadhafi, et à laquelle et le RCD et le Rwanda refusèrent de prendre part. Le 16 mai, Wamba fut évincé de la direction du RCD en faveur d'une figure pro-Rwanda. Sept jours plus tard, les différentes factions du RCD s'affrontèrent pour le contrôle de Kisangani. Le 8 juin, les factions rebelles se rencontrèrent pour tenter d'établir un front commun contre Kabila.
Ces circonstances contribuèrent au premier cessez-le-feu de la guerre. En juillet 1999, l'accord de cessez-le-feu de Lusaka fut signé par les six pays belligérants, (République démocratique du Congo, Namibie, Angola, Zimbabwe, Rwanda, et Ouganda) et, le 1er août, le MLC. Le RCD refusa de signer. Selon cet accord, les forces des différentes parties, sous le contrôle d'une commission militaire conjointe, coopéreront au désarmement et au contrôle des groupes armés présents sur le territoire, et en particulier ceux identifiés comme étant à l'origine du génocide au Rwanda de 1994. Mais le désarmement de ces milices se fait attendre.
Le Conseil de sécurité des Nations unies ordonna le déploiement de 90 officiers de liaison en août 1999 pour assister le cessez-le-feu. Cependant, dans les mois qui suivirent, les uns et les autres s'accusèrent de violations régulières de la trêve. Le cessez-le-feu resta fragile.
La tension entre l'Ouganda et le Rwanda atteignit son point de rupture au début août quand des unités de l'Uganda Peoples Defense Force et l'Armée Patriotique du Rwanda s'affrontèrent à Kisangani. En novembre, la télévision gouvernementale de Kinshasa déclara que l'armée de Kabila avait été reconstruite et était prête à remplir sa « mission de libérer le pays ». Les forces rwandaises lancèrent une large offensive et s'approchèrent de Kinshasa avant d'être rappelées.
Le 30 novembre 1999, les Nations unies autorisèrent une force de 5 500 hommes, la Mission de l'Organisation des Nations unies pour le Congo, plus connue sous son acronyme, MONUC, à superviser le cessez-le-feu. Cependant, les combats continuèrent entre les rebelles et les forces gouvernementales, et entre les forces rwandaises et ougandaises, en particulier entre l'Ouganda et le Rwanda à Kisangani en mai et juin 2000 lors de la guerre des Six Jours. Le 9 août 2000, une offensive gouvernementale dans la Province de l'Équateur fut stoppée le long de la rivière Ubangui près de Libenge par les forces du MLC. Malgré l'échec des opérations militaires, les efforts diplomatiques bilatéraux ou à travers les Nations unies, l'Union africaine et la Communauté sud-africaine de développement échouèrent à faire évoluer les choses.

### Assassinat de Kabila
En janvier 2001, Laurent-Désiré Kabila fut assassiné par l'un de ses gardes du corps. Le commanditaire n'a pas pu être identifié, mais les alliés de Kabila étaient notoirement excédés de ses duplicités[réf. nécessaire], et en particulier le retard pris dans l'application d'une feuille de route à propos de l'introduction d'une constitution démocratique conduisant à des élections libres. Les troupes angolaises étaient visibles à l'occasion du cortège de funérailles Kabila à Kinshasa. Cependant, la transition se fit facilement.
Par un vote unanime du Parlement congolais, son fils, Joseph Kabila, fut nommé président pour le remplacer. Ce fut dû largement à des efforts en coulisse de Robert Mugabe.[réf. nécessaire] En février, le nouveau président rencontra le président Rwandais Paul Kagame aux États-Unis. Le Rwanda, l'Ouganda et les rebelles s'accordèrent sur une médiation des Nations unies pour un plan pour la paix. L'Ouganda et le Rwanda commencèrent à retirer leurs troupes du territoire de la ligne de front.
En avril 2001, un groupe d'experts des Nations unies enquêta sur l'exploitation illégale de diamants, cobalt, coltan, or et d'autres ressources lucratives du Congo. Le rapport[réf. nécessaire] désigna le Rwanda, l'Ouganda et le Zimbabwe comme principaux pays exploitant les ressources congolaises, et recommanda la prise de sanctions par le Conseil de sécurité.

### Accord nominal de paix
Différentes tentatives de mettre fin au conflit furent faites, sans succès.
En 2002, la situation se détériora au Rwanda. De nombreux membres du RCD arrêtèrent les combats ou décidèrent de se rallier au gouvernement de Kabila. De plus, les Banyamulenge se lassèrent de jour en jour de la tutelle de Kigali et de ce conflit ininterrompu. Certains d'entre eux se mutinèrent, ce qui conduisit à de violentes altercations entre eux et les forces rwandaises. Au même moment, le Congo oriental devint plus sûr sous le gouvernement de Joseph Kabila. L'aide internationale reprit au fur et à mesure que l'inflation fut de nouveau contrôlée.
L'accord de Sun City fut formalisé 19 avril en 2002. C'était un canevas pour établir au Congo un gouvernement unifié et multipartite, et des élections démocratiques. Cependant, il y eut des critiques quant au fait qu'il n'était pas fait mention de l'unification de l'armée, ce qui fragilisait l'accord. Malgré diverses violations constatées aux dispositions prévues, l'accord permit la fin des combats.
Le 30 juillet 2002, le Rwanda et la république démocratique du Congo signèrent l'accord de Paix de Pretoria après cinq jours de discussions à Pretoria, en Afrique du Sud. Les pourparlers étaient centrés sur deux problèmes. L'un était le retrait d'environ 20 000 soldats rwandais du Congo. L'autre concernait les anciens soldats rwandais hutus et le démantèlement de la milice extrémiste Interahamwe, qui prirent part au génocide de 1994 et qui continuaient d'être actifs au Congo oriental. Le Rwanda disposait d'environ 20 000 soldats au Congo et refusa de les retirer avant que les milices hutues n'aient été neutralisées.
Signé le 6 septembre 2002, l'accord de Luanda formalisa la paix en république démocratique du Congo et l'Ouganda. Le traité établissait le retrait des troupes ougandaises de Bunia et l'amélioration des relations entre les deux pays, mais la mise en œuvre fut problématique. Onze jours plus tard, les premiers soldats rwandais se retirèrent de RDC. Le 5 octobre, le Rwanda annonça le retrait complet de ses troupes. La MONUC confirma le départ de plus de 20 000 soldats rwandais.
Le 21 octobre, les Nations unies publièrent un rapport de son panel d'experts sur le pillage des ressources naturelles au Congo par des groupes armés. Le Rwanda et l'Ouganda rejetèrent les accusations à leur encontre, selon lesquelles certains de leurs dirigeants politiques et militaires étaient impliqués dans des trafics illégaux de ces ressources.
Le 17 décembre 2002, les membres congolais du Dialogue Inter Congolais, à savoir : le Gouvernement national, le MLC, le RCD, le RCD-ML, le RCD-N, l'opposition politique locale, les représentants de la société civile et les Mai Mai, signèrent un accord de paix global. L'accord décrivait un plan pour une transition gouvernementale qui devait aboutir à des élections présidentielles et législatives dans les deux ans de la signature. Cet accord marqua la fin officielle de la Seconde guerre du Congo.

### Fin de la guerre et Gouvernement de transition congolais
Trois groupes rebelles soutenus par l'Ouganda, le MLC, le RCD-N et le RCD-ML, signèrent un cessez-le-feu, l'Accord de Gbadolite, le 31 décembre, 2002. Ils devaient arrêter les combats dans le périmètre Isiro-Bafwasende-Beni-Watsa, et à accepter la venue d'observateurs des Nations unies dans cette zone. L'accord comprenait également des garanties de liberté de mouvement des populations civiles et des organisations humanitaires.
Malgré la fin officielle des hostilités, des combats perdurèrent. Durant janvier et février 2003, la MONUC observa de nombreux mouvements de troupes, principalement entre l'Ouganda, le Rwanda et leurs zones d'occupation respectives. Le 1er mai 2003, l'Ouganda retira son armée régulière de Bunia et de l'Ituri en conformité avec l'accord de Luanda. Des combats intervinrent entre les Hema et les Lendu entre le 7 et le 16 mai à Bunia.
Le 30 juin 2003, la formation du Gouvernement de transition entérine officiellement la fin de la deuxième guerre du Congo. Suite voir Guerre du Kivu.

## Effets sur la population
Le conflit a eu de nombreux effets, essentiellement négatifs. La guerre a détruit l'économie de cette région déjà appauvrie, les investisseurs s'étant éloignés, et les ressources ayant servi à alimenter la guerre plus qu'à développer les pays. Une grande partie des infrastructures, déjà moribondes, ont été détruites ou endommagées.[réf. nécessaire] La continuation et l'alimentation des tensions ethniques qui avaient déjà généré le génocide des Tutsis au Rwanda, ont rapidement accentué les divisions ethniques post-coloniales au Congo ce qui a entraîné cette guerre et ses conséquences.

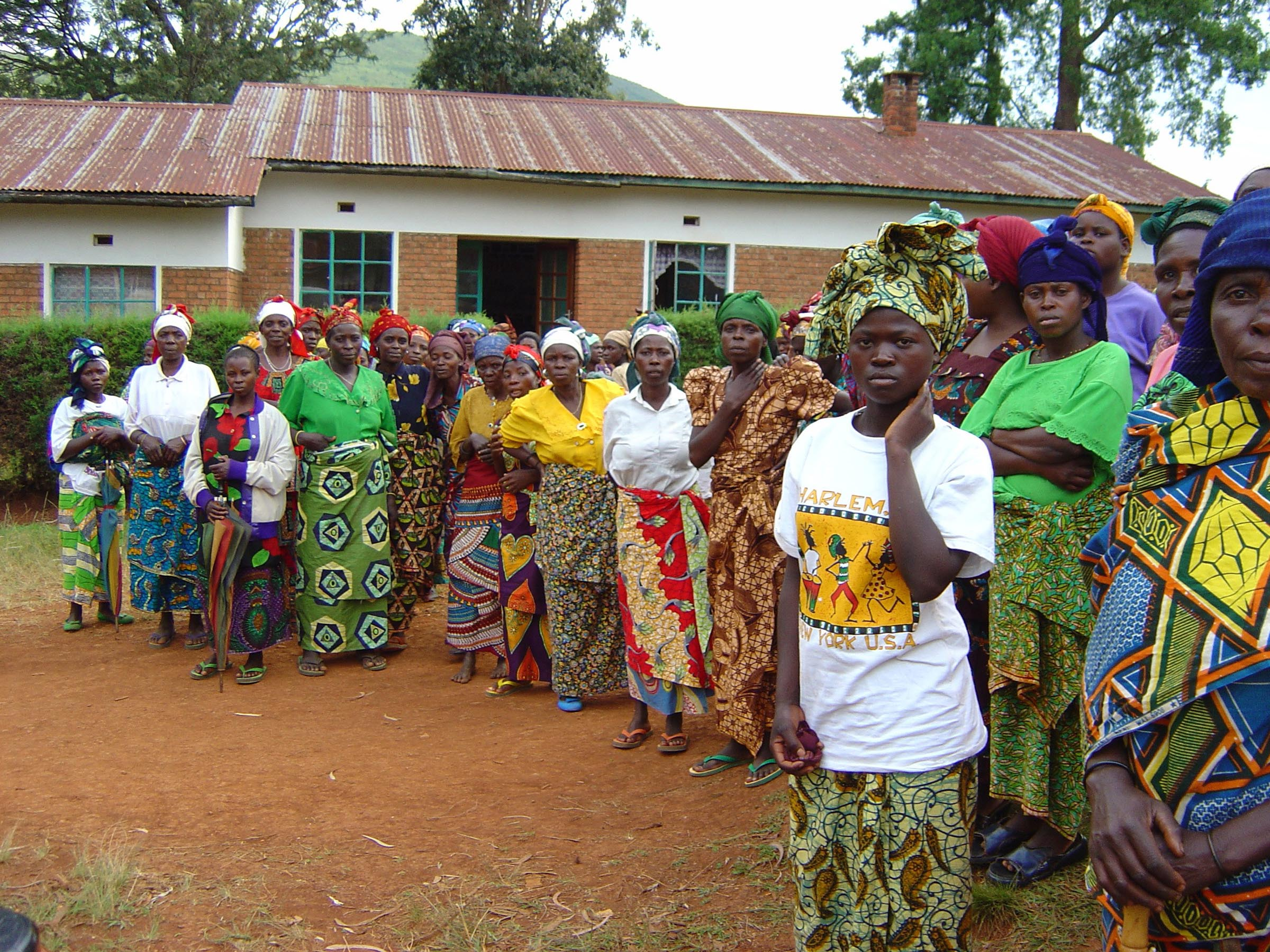
Un groupe de femmes victimes de violences sexuelles au Sud-Kivu.

Le viol des femmes a été utilisé comme moyen de terreur et de domination au cours du conflit. En octobre 2004, le groupe des droits de l'homme d'Amnesty International[réf. nécessaire] dénombra 40 000 cas de viol au cours des six années précédentes, la majorité d'entre eux s'étant produits au Sud-Kivu. Il s'agit d'un tableau incomplet, les organisations humanitaires et internationales n'ayant pas accès à nombre des zones de combat, et seules les femmes s'étant identifiées étant comptabilisées. Le nombre de femmes violées est généralement estimé comme étant bien supérieur. Toutes les forces présentes dans le conflit ont été coupables de viols, bien que les milices et plusieurs groupes d'armées non régulières soient les plus coupables.[réf. nécessaire] Médicalement, un nombre anormalement élevé de femmes souffrant de fistules vaginales a été constaté, ce qui est généralement le résultant de viols collectifs. La nature endémique des viols dans ce conflit a contribué à la transmission des maladies sexuellement transmissibles, y compris le SIDA, dans la région.[réf. nécessaire]
Le nombre de morts résultant de la guerre est estimé à 3,3 millions de personnes jusqu'en 2002, nombre tiré d'enquêtes conduites par l'International Rescue Committee. La majorité de ces morts (80-90 %) résulte de maladies et de malnutrition, dont la cause est imputée aux carences des services de santé et de l'agriculture, et au déplacement des réfugiés. Le rapport 2004 de l'IRC estime en fait ce nombre de morts entre 3,4 et 4,4 millions, un écart résultant des imprécisions du modèle de simulation utilisé.
Sur le plan médical, de nombreuses zones ne bénéficiaient pas de traitements contre le paludisme, et le SIDA s'est propagé avec les viols. Lors des accouchements, 1 femme sur 3 décédait, faute de soins. De simples maladies, comme l'appendicite, débouchaient sur la mort, faute de personnel médical.
Les autres effets incluent le déplacement d'environ 4 millions de personnes au sein de la RDC, entre 1998 et 2014, ainsi que l'appauvrissement de centaines de milliers d'autres. La majorité des déplacés proviennent de l'est du pays. Près de 2 millions de personnes[réf. nécessaire] ont également été déplacées vers les pays avoisinants, le Burundi, le Rwanda, la Tanzanie et l'Ouganda.
Dans les faits, si la deuxième guerre du Congo a officiellement pris fin en juin 2003, depuis cette date, des conflits se poursuivent dans l'est du pays, où des exactions contre les civils, et des faits de guerre, dont de nombreux viols, continuent d'être commis.